# إرنست يوليوس بيرغ
إرنست يوليوس بيرغ (بالإنجليزية: Ernst Julius Berg؛ بالسويدية: Ernst Julius Berg) هو مهندس أمريكي وسويدي، ولد في 8 فبراير 1871 في إوسترسوند في السويد، وتوفي في 9 سبتمبر 1941 في سكنيكتادي في الولايات المتحدة.